# رحمت‌آباد (طبس)
رحمت آباد، روستایی است از توابع بخش مرکزی شهرستان طبس استان خراسان جنوبی ایران.

## جمعیت
این روستا در دهستان گلشن قرار داشته و بر اساس سرشماری سال ۱۳۸۵ جمعیت آن ۲۷ نفر (۹ خانوار) بوده‌است.